# Imelda Bengoa
Imelda Bengoa Liberal (San Sebastián, 5 ottobre 1959) è un'ex cestista spagnola di origine basca.

## Carriera
Con la Spagna ha disputato i Campionati europei del 1978.